# Ala-Sallaajärvi
Ala-Sallaajärvi är en sjö i kommunen Muurame i landskapet Mellersta Finland i Finland. Den är 23 meter djup. Arean är 36 hektar och strandlinjen är 3,04 kilometer lång. Sjön  ingår i Kymmene älvs huvudavrinningsområde.   Den ligger nära Jyväskylä och omkring 230 kilometer norr om Helsingfors. 